# Razdor (album)
Razdor je drugi studijski album hrvatskog rock sastava Majke izdan 1993. godine. Album sadrži deset novih pjesama te sedam hitova s prethodnog albuma, Razum i bezumlje.

## Pjesme
| Br. | Skladba                                                   | Trajanje |
| --- | --------------------------------------------------------- | -------- |
| 1.  | »Krvarim od dosade«                                       | 05:34    |
| 2.  | »`89«                                                     | 04:38    |
| 3.  | »Dobro se osjećam«                                        |          |
| 4.  | »Mršavi pas«                                              |          |
| 5.  | »Budi ponosan«                                            |          |
| 6.  | »Svijet je opasan«                                        |          |
| 7.  | »Fantastična vatra«                                       |          |
| 8.  | »Bilo je davno«                                           |          |
| 9.  | »Bez pameti«                                              |          |
| 10. | »Želim da te vidim«                                       |          |
| 11. | »Putujem« (bonus pjesma s prošlog albuma)                 |          |
| 12. | »Lutak iskrivljenog lica« (bonus pjesma s prošlog albuma) |          |
| 13. | »Iz sve snage« (bonus pjesma s prošlog albuma)            |          |
| 14. | »Zaboravi« (bonus pjesma s prošlog albuma)                |          |
| 15. | »Zbunjen i ošamućen« (bonus pjesma s prošlog albuma)      |          |
| 16. | »Svaku noć i svaki dan« (bonus pjesma s prošlog albuma)   |          |
| 17. | »Nikad te neću zaboraviti (LIVE)« (bonus pjesma)          |          |

## Postava
- Goran Bare - vokal
- Željko Mikulić-Korozija - bubnjevi
- Zoran Čalić - gitara
- Jurica Nižić - bas-gitara